# Чар Азнабль
Чар Азнабль (яп. シャア・アズナブル сяа адзунабуру) — персонаж вселенной Gundam, один из главных отрицательных героев в сериале Mobile Suit Gundam, сражается на стороне Герцогства Зион. Получил прозвище «Красная комета» (яп. 赤い彗星のシャア акаи суйсэй но сяа) за свои подвиги на поле боя во время Однолетней войны. В оригинальном сериале Чар пилотирует красную мобильную броню MS-06S Zaku II (управляемого боевого робота, также называемого «мобильным доспехом»). Несмотря на то, что Чар несколько раз сражался против солдат Земной федерация и Амуро Рэя, в Mobile Suit Zeta Gundam он выступает на стороне главных героев. Последнее появление — в анимационном фильме Mobile Suit Gundam: Char's Counterattack. Он был назван в честь французского исполнителя Шарля Азнавура. При создании Ёсиюки Томино обратился к биографии Манфреда фон Рихтгофена.
Чар стал одним из символов франшизы Gundam, и его популярность затмила популярность Амуро Рэя. Зрителям понравилось его соперничество с Амуро и сам этот герой. Чар занимал более высокие места в опросах среди телезрителей.

## Прошлое
Настоящее имя Чара — Касвал Рэм Дайкун (яп. キャスバル・レム・ダイクン кясубару рэму дайкун). Он сын Зиона Зума Дайкуна (яп. ジオン・ズム・ダイクン дзион дзуму дайкун), лидера космической колонии Сторона 3 и основателя Герцогства Зион. У Касвала была младшая сестра Артесия Сом Дайкун. После убийства Зиона Зума Дайкуна, они оба были отправлены на Землю и росли под вымышленными именами. Когда Касвал вырос, он поступил в Военную академию Зиона и принял имя Чар Азнабль. Он планировал проникнуть в ряды семьи Заби, убийц своего отца, и отомстить. Чар получил прозвище «Красная комета» из-за красного цвета своего мобильного доспеха, уничтожив в Битве при Луме пять линкоров Федерации.

## Роль в сюжете

### Mobile Suit Gundam
В течение Однолетней войны, Чар проявляет большие способности не только как пилот мобильного доспеха, но и как командир. Он совершает первый акт предательства по отношению к семье Заби, заманив флот Гармы Заби в ловушку. 
По словам режиссёра, Чар и Амуро были созданы одновременно, но первый оказался более интересным персонажем, чем второй. После того, как автор утвердил Амуро на роль главного героя, пришлось создать конфликт, чтобы Чар мог стать антагонистом. Изучая биографию «Красного Барона», Томино пришёл к пониманию, насколько великий солдат или лётчик практически не влияет на общую картину войны.

### Mobile Suit Zeta Gundam
Здесь Чар предстает не столько как пилот-ас, сколько как наставник Камилла Бидана. После разрыва с астероидом Аксис и Хаман Карн (описан в манге Gundam: Char's Deleted Affair — Portrait of Young Comet) Чар под псевдонимом Кваттро Баджина вступает в ряды войск Земной Федерации и становится членом группировки AEUG, противостоящей организации «Титаны», проявляющей крайнюю жестокость к несогласным с политикой Федерации. Также, на ассамблее Земной Федерации в Дакаре Кваттро проявляет свой ораторский талант. По большей части во времена «Зеты» Чар превратился из жаждущего мести соперника Амуро в воплощение недовольства космоноидов Землёй. Однако его союз с бывшими соперниками был недолгим.
В Mobile Suit Gundam ZZ персонаж отсутствует. Тем не менее сериал, показывая коррупцию властей, объясняет, почему Чар за кадром внезапно превратился в злодея, одержимого идеей уничтожить Федерацию, сбросив астероид на Землю. Отсутствие предыстории в следующем фильме вызвало серьёзную критику среди фанатов.

### Char's Counterattack
В «Контратаке» характер персонажа снова стал близок к таковому в оригинальном сериале. С одной стороны, Чар не может пережить смерть Лалы Сун, с другой, он разочарован в землянах, которые испортили экологическую обстановку и не дают колониям свободу. Здесь Чар также проявляет себя как верховный руководитель и пилот мобильного доспеха, реализуя свой план по очищению Земли от людей, чтобы планета восстановилась от нанесённого ей ущерба. Кадзуя Цурумаки считает, что проблема Чара в Counterattack или Хаман в Z Gundam заключается в стремлении преувеличивать, а также поспешной и чрезмерной ответственности за немедленное спасение человечества, даже если у них имеются свои причины.

### Gundam Unicorn
Фулл Фронтал — главный антагонист и лидер остатков Нового Зиона (The Sleeves). Его называют «реинкарнацией Чара». Носит маску, как и оригинал. Пилотирует красный мобильный доспех Sinanju. Происхождение неизвестно, однако есть теория, что он является клоном. Скорее всего, киберньютайп был создан министром иностранных дел Республики Зион Монаханом Бахаро, но вполне возможно, что сам Чар участвовал в разработке, поскольку Фронтал очень похож на него. В романе Харутоси Фукуи сказано, что он был изменён с помощью хирургии и наделён волей и воспоминаниями Чара. В конце одноимённого аниме видна связь Фронтала как ньютайпа с душами Чара, Амуро Рэя и Лалы Сун.

## Популярность
По результатам голосования «Персонаж года» японского журнала Animage в феврале 1980 года, Чар Азнабль занял 3-е место с 521 голосом, в октябре 1980 по итогам аналогичного опроса он был уже на 1-м месте. В 2003 году аниме-журнал Newtype проводил опрос по теме «Топ-10 самых популярных персонажей», Чар занял 9-е место, став единственным персонажем из Mobile Suit Gundam в этом списке. В 2005 Чар занял первое место по итогам опроса 500 тысяч фанатов вселенной Gundam журнала Gundam Ace. В опросе того же журнала 2010 года Чар снова стал первым. В 2010 году Newtype проводил читательский опрос по теме «Топ-30 персонажей аниме по десятилетиям». Чар Азнабль стал вторым в топе лучших мужских персонажей 1980-х годов (первое место занял Арсен Люпен III из Lupin III).  Согласно опросу среди фанатов франшизы Gundam, соперничество Амуро с Чаром Азнаблем заняло первое место в топе «Врагов, которые потом объединились». В 2018 канал NHK опубликовал результаты опроса Gundam, где Чар снова лидировал среди 10 лучших персонажей. Было выпущено множество фигурок с его изображением, например, в честь 45-летия франшизы, верхом на белой лошади. Борис Иванов пишет, что Чар был обаятельнее Амуро и потому полюбился гораздо больше. Сам Томино никак это не прокомментировал, заметив, что зрители самостоятельно решают, кого им любить.
В 2025 году Таро Ямамото, основатель партии Рэйва Синсэнгуми, записал агитационное видео в костюме Кваттро Баджины из Zeta Gundam накануне выборов в Палату советников, ролик стал популярным в японских социальных сетях. Это вызвало критику со стороны государственных деятелей и интернет-пользователей за использование Гандама в политических целях, а также насмешки, учитывая эволюцию Чара Азнабля в ранних выпусках франшизы, кульминацией чего стали его попытки насильственно переселить остатки человечества в космос, сбросив астероид на Землю. Bandai Namco Filmworks ответила, что не одобряет присутствие в агитации косплея, вызывающего ассоциации с персонажами Gundam, и не поддерживает ни одного кандидата.